# Zagonetka (1941.)
Zagonetka: časopis za pouku i zabavu bio je hrvatski zagonetački tjednik iz Zagreba. Prvi broj izašao je 1941. godine, a posljednji (br. 18) 1945. godine. Glavni urednik i izdavač bio je M. Filipović. ISSN je 2706-4492.